# Hösätern
Hösätern är ett naturreservat i Malung-Sälens kommun i Dalarnas län.
Området är naturskyddat sedan 2007 och är 33 hektar stort. Reservatet delas av en förkastning och består ovanför den av  blandbarrskog med inslag av gamla grova tallar. Nedanför finns en gammal granskog.